# سينثيا فيلبس
سينثيا فيلبس (بالإنجليزية: Cynthia Phelps)‏ هي معلمة موسيقى أمريكية، ولدت في 1961 في لوس أنجلوس في الولايات المتحدة.

## وصلات خارجية
- سينثيا فيلبس على موقع ميوزك برينز (الإنجليزية)
- سينثيا فيلبس على موقع أول ميوزيك (الإنجليزية)
- سينثيا فيلبس على موقع ديسكوغز (الإنجليزية)